# Olimpia (gmina)
Olimpia (gr. Δήμος Αρχαίας Ολυμπίας, Dimos Archeas Olimbias) – gmina w Grecji, w administracji zdecentralizowanej Peloponez, Grecja Zachodnia i Wyspy Jońskie, w regionie Grecja Zachodnia, w jednostce regionalnej Elida. Siedzibą gminy jest Olimpia (gr. Αρχαία Ολυμπία, Archea Olimbia). W 2011 roku liczyła 13 409 mieszkańców. Powstała 1 stycznia 2011 roku w wyniku połączenia dotychczasowych gmin: Olimpia, Lasiona, Foli i Lambia.